# Џејн Остин
Џејн Остин (енгл. Jane Austen; Стивентон, 16. децембар 1775 — Винчестер, 18. јул 1817) била је енглеска књижевница.

## Биографија
Џејн Остин рођена је у Стивентону од оца Џорџа Остина (који је био парохијски свештеник) и Касандре Остин (девојачко презиме Ли; 1739-1827). За Стивентон остаје везана читав живот, никада се не удавши. Имала је шесторо браће и старију сестру Касандру са којом је била јако блиска. Једини портрет по коме знамо како је Џејн Остин изгледала је лоше обојена скица коју је израдила њена сестра и која се данас налази у музеју у Лондону. Њена браћа Франсис и Чарлс приступили су морнарици где су обојица догурали до чина адмирала. Основно образовање добила је у школи за девојке 1783; прво у Оксфорду, па у Саутхемптону. Од 1785. до 1786. похађала је школу за девојке у Редингу. Џејн Остин је добила натпросечно образовање у односу на оно које су добијале девојке у њено време, па се рано посветила писању и прву причу је објавила већ 1789.
Џејнин живот је био релативно досадан, без неких посебних догађаја. Године 1801. њена породица се сели у Бат а живот у Бату видљиво је утицао на њена каснија дела. Године 1802. Џејн добија брачну понуду од богатог али и „крупног и незграпног“ човека под именом Харис Биг-Видер који је био шест година млађи од ње. Такав брак би јој осигурао будућност и ослободио је епитета „уседелице“ која се мора ослонити на своју породицу. Џејн је пристала али се ускоро предомислила пошто није волела свог будућег супруга. „Све се може издржати и истрпјети, али брак без љубави не“, написала је у писму нећаку. После смрти оца 1805. године, Џејн, њена мајка и сестра преселиле су се у Саутхемптон код брата Франсиса и његове породице где су живели четири године, да би се 1809. преселили у Чотон где су једно време живели на имању њеног брата. Та кућа је данас музеј и отворена је за јавност.
У Чотону је Џејн мирно живела са својом породицом.  1816. године почела је да има здравствених проблема. Данас се мисли да је имала Адисонову болест чији је узрок био непознат. Болест се повремено смиривала да би се коначно 1817. погоршала у тој мери да је Џејн морала отпутовати у Винчестер. Ту је и умрла два месеца касније (18. јула 1817) а сахрањена је у Винчестерској катедрали.

## Дела
Џејн је своја дела објављивала анонимно. Њени романи су доживели велик успех, али је њена анонимност онемогућавала да се креће у етаблираним књижевним круговима. Иако су сва њена дела била љубавни романи, писани под утицајем романтизма у енглеској књижевности, Џејн није била романтичар. У њеним романима снажне емоције углавном доносе невоље при чему суздржана и чедна млада девојка пре налази срећу него она која бежи са вољеним. Имена која су најјаче утицала на њен литерарни проседе су Самјуел Џонсон, Вилијам Купер, Самјуел Ричардсон, Џорџ Краб и Фани Барни.
Њен посмртно објављен роман Нортангерска опатија је сатира на готичке романе Ен Радклиф, али је Џејн најпознатија по својим ранијим делима која су најчешће била у форми друштвено критичких комедија карактера. Та дела, а посебно Ема, често су цитирана због савршености форме, док данашњи критичари покушавају пронаћи нова значења у Џејниним оштроумним коментарима о безизлазном животу чедних неудатих жена са краја 18. и почетка 19. века.
У време издавања, њена дела су наишла на прилично млак пријем, али је сер Волтер Скот ипак похвалио њене радове:
"Та млада дама има дара за описивање међуодноса осећања и ликова из обичног живота што је за мене нешто најлепше са чим сам се досада упознао."
Џејн Остин је стекла и поштовање и дивљење Томаса Бабингтона Маколија (који је сматрао да нигде не постоји таква савршеност романескне композиције као код Остинове), Сиднија Смита, Самјуела Тејлора Колриџа, Роберта Саудија и Едварда Фицџералда. И данас, више од двеста година после смрти, Џејн Остин је изузетно цењена као романописац. Литерарни теоретичари 20. века уврстили су је на списак највећих литерарних стваралаца који су писали на енглеском језику, поредећи је чак са једним Шекспиром.
Лајонел Трилинг је у есеју о Мансфилд парку написао:
"Управо је Џејн Остин била прва која је описала несвакидашњу нову особност и културу у којој та особност постоји. Никада пре морал није представљен на такав начин нити је ико раније на макар сличан начин разоткрио његову комплексност, замршеност и заморност. Хегел говори о „секуларизацији спиритуалног“ као главној карактеристици модерне епохе, а Џејн Остин је прва која нам говори шта се под тиме подразумева. Она је прва књижевница која сматра да друштво, односно општа култура, има значајну улогу у моралном животу, уводећи у оптицај појмове као што су „искреност“ и „грубост“ до чијег смисла ранија друштва никад нису у потпуности допрла и који су толико суптилни да се опиру дефинисању и толико моћни да нико не може одупрети њиховом упливу. Она је прва која је постала свесна Страха која управља нашим моралним светом, свеприсутног анонимног закона којем одговарамо, неодољиве потребе да прикажемо чистоту наше секуларизоване спиритуалности чија су непозната и неиспитана места бројнија и нејаснија од оних у религиозној спиритуалности, да би се запитала над нашим животима и поступцима. ..
Било је и негативних критика њеног рада, а њени критичари су у својој оштрини ишли чак дотле да су јој приговарали мањак узвишености и емоционалности, а Шарлота Бронте је ограничену тематику њених дела коментарисала овако:
"Ни топлина или ентузијазам, ни енергичност, ни снага ни искреност - нису потребни код приказа ових дела: такве епитете ауторка би примила са добро увежбаним подсмехом и благо би их одбацила као "outré" или екстравагантне. Она зачуђујуће добро оцртава живот префињених енглеских дама и то изузетно верно и прецизно. Она не узбуђује читаоце страственошћу и не узнемирава их дубокоумношћу. Страст јој је потпуно страна. Она одбија и да се упозна са тим плаховитим сестринством. Она врло радо описује све оно што изгледа живахно, што повлађује причом и што је подложно променама ... али све што надире снажно и пуном јачином, иако скривено, све што убрзава крвоток и пулс, све невидљиве делове животне позорнице и све осећајне мете смрти - све то не постоји за госпођицу Остин. Џејн Остин је била једна савршено сензибилна дама с једне стране, али несавршена и неосећајна (не безосећајна) жена са друге стране, и ако је ова тврдња јерес – ја сам ту беспомоћна!".
Марк Твен је био још жешћи:
" Џејн Остин ? Ја ћу ићи толико далеко и рећи ћу да је свака библиотека која нема ниједну књигу Џејн Остин - добра библиотека, па макар била без иједне друге књиге!"
Литерална снага Џејн Остин лежи у њеној способности вештог оцртавања ликова, посебно жена, деликатним и нежним потезима којима се описују свакодневни догађаји из живота средње и више класе одакле углавном потичу њени јунаци. Њени ликови, наоко обични, осликани су прецизно и сигурним потезима и са таквим смислом за детаљ да њихове индивидуалности остају нетакнуте без обзира на даљи развој приче и заплета и у потпуности су поштеђени уплива пишчеве властите особности. Њен поглед на живот је управо генијалан уз снажан додатак нежне али оштроумне ироније.
Многи савремени читалац ће за њен литерарни универзум, у којем је примарни циљ његових јунака добро се удати или оженити, рећи да је неслободан и непријатан. У њено време могућности су биле ограничене тако да су и мушкарци и жене ступали у брак искључиво из финансијских разлога. Женски писци су се углавном задржавали на узаном пољу романтичарског жанра. Успех и популарност њених дела великим делом је последица њене способности да вешто инкорпорише своје опсервације о човековим психичким стањима у уверљиву љубавну причу. Напетост у њеним романима углавном се заснива на супротстављеним финансијским потребама њених јунака и неким другим циљевима: љубави, пријатељству и моралу.
Њени романи су читани војницима из Првог светског рата као део терапије против стреса.

#### Романи
- Разум и осећајност (1811)
- Гордост и предрасуда (1813)
- Мaнсфилд Парк (1814)
- Ема (1815)
- Нортeнгерска опатија (1818) п. м.
- Под туђим утицајем (1818) п. м.

#### Краћа дела
- Леди Сузан
- Вотсонови (недовршен роман)
- Сандитон (недовршен роман)

#### Рани радови
- Три сестре
- Љубав и пријатељство (у оригиналу: "Love and Freindship" - општепозната штампарска грешка у наслову!)
- Историја Енглеске
- Катарина, или будоар
- Лепа Касандра

## Жанр и стил
Њена дела имплицитно критикују сентименталне романе друге половине 18. века и део су транзиције ка књижевном реализму 19. века.  Најраније енглеске писце, Ричардсона, Хенрија Филдинга и Тобијаса Смолета, пратила је школа сентименталиста и романтичара као што су Валтер Скот, Хорас Волпол, Клара Рив, Ен Редклиф и Оливер Голдсмит, чији стил и жанр Остин је одбацила, враћајући роман на „танку нит” традицији Ричардсона и Филдинга ради „реалистичког проучавања манира”. Средином 20. века књижевни критичари Ф. Р. Ливис и Иан Вот поставили су је у традицију Ричардсона и Филдинга; обојица верују да је користила њихову традицију „ироније, реализма и сатире да би створила ауторку супериорну од обе”.
Валтер Скот је приметио Остинов „отпор ђубрету сензационализму већег дела модерне фикције — 'ефемерне продукције које снабдевају редовну потражњу места за водоснабдевање и циркулишућих библиотека'“. Ипак, њен однос са овим жанровима је сложен, о чему сведоче Northanger Abbey и Ема. Слично Вилијаму Вордсворту, који је у „Предговору“ својим Лирским баладама (1800), Остинова се дистанцирала од ескапистичких романа. Избегавала је популарну готичку фикцију, приче о терору у којима је хероина обично била изолована на удаљеној локацији, у замку или опатији (32 романа између 1784. и 1818. садрже реч „опатија“ у свом наслову). Ипак, у Northanger Abbey она алудира на ову тему, кроз хероину Кетрин, која предвиђа пресељење у удаљено место. Уместо потпуног одбацивања или пародије, Остин трансформише жанр, супротстављајући стварност, са описима елегантних соба и модерних удобности, наспрам хероининих „романолошких“ жеља. Она не оцрњује готичку фикцију: уместо тога она трансформише поставке и ситуације подржанра, тако да је јунакиња и даље затворена, али је њено заточеништво свакодневно и стварно – јасно дефинисани манири и строга правила плесне дворане. У Sense and Sensibility Остинова представља ликове који су сложенији него у базичној сентименталној фикцији, према критичару Кејмеру, који напомиње да иако је то пародија на популарну сентименталну фикцију.
Ричардсонова Памела, прототип за сентиментални роман, је дидактичка љубавна прича са срећним завршетком, написана у време када су жене почињале да имају право да бирају мужа, а ипак су биле ограничене друштвеним конвенцијама. Остин је покушала да пише Ричардсоновим епистоларним стилом, али је открила да је флексибилност нарације погоднија за њен литерани реализам, реализам у којем сваки разговор и гест имају тежину од значаја. Наративни стил користи слободни индиректни говор — она је била прва енглеска списатељица која је то урадила у великој мери — кроз коју је имала способност да представи мисли лика директно читаоцу, а да ипак задржи наративну контролу. Стил омогућава аутору да варира дискурс између нараторовог гласа и вредности тих ликова.
Остин је имала природан осећај за говор и дијалог, према научници Мери Ласелис: „Мало романописаца може бити скрупулозније од Џејн Остин по питању фраза и мисли својих ликова. Технике попут фрагментарног говора сугеришу особине лика и њихов тон; „синтакса и фразе, а не речник“ се користе за означавање друштвених варијанти. Дијалог открива расположење лика – фрустрацију, љутњу, срећу – сваки се третира другачије и често кроз различите обрасце реченичне структуре. Када Елизабет Бенет одбије Дарсија, њен наглашени говор и замршена структура реченица откривају да ју је он ранио.
Заплети у њеним књигама наглашавају традиционалну зависност жена од брака како би се осигурала друштвени положај и економска сигурност. Као уметничка форма, роману из 18. века недостајала је озбиљност његових еквивалената из 19. века, када су романи третирани као „природно средство за дискусију и проветравање онога што је важно у животу“. Уместо да се сувише дубоко удубљује у психу својих ликова, Остин ужива у њима и прожима их хумором, каже критичар Џон Бејли. Он сматра да је извор њене духовитости и ироније њен сопствени став да је комедија „спасоносна милост живота“. Део Остинине славе почива на историјском и књижевном значају да је била прва жена која је написала велике стрип романе. Утицај Семјуела Џонсона је очигледан у томе што она следи његов савет да напише „представу живота која може изазвати весеље“.
Њен хумор потиче од личне скромности и недостатка супериорности, омогућавајући њеним најуспешнијим ликовима, као што је Елизабет Бенет, да превазиђу тривијалности живота, у које су глупљи ликови превише заокупљени. Остин је користила комедију да истражи индивидуализам женских живота и родних односа, а чини се да је кроз комедију покушавала да пронађе доброту у животу, често је стапајући са „етичким сензибилитетом“, стварајући уметничку тензију. Критичар Роберт Полхемус пише: „Да бисмо ценили драму и достигнућа Остин, морамо да схватимо колико је дубока била њена страст и за поштовање и за исмевање ... а њена комична машта открива и хармоније и контрадикторности њеног ума и визије док покушава да помири своју сатиричну пристрасност са својим осећајем за добро.“

## Пријем
Пошто су њена дела објављена анонимно, донела су јој мало личне славе. Били су у моди међу утицајним мислиоцима, али су ретко рецензирани. Већина критика је била кратка и у равнотежи повољна, иако површна и опрезна, најчешће се фокусирала на моралне поуке романа.
Сер Валтер Скот, водећи писац тог времена, анонимно је написао рецензију Еме 1815. године, користећи је да брани тада неугледни жанр романа и хвалећи Остин реализам, „уметност копирања из природе каква она заиста постоји у уобичајене сфере живота и представљајући читаоцу, уместо сјајних призора из имагинарног света, исправан и упечатљив приказ онога што се свакодневно дешава око њега“. Други важан рани преглед приписан је Ричарду Ватлију 1821. Међутим, Вхатели је негирао да је аутор критике, која је правила повољна поређења између Остин и признатих класика као што су Хомер и Шекспир, и похвалила драматичне квалитете њеног наратива. Скот и Вајтли су дали тон скоро свим каснијим критикама Остин из 19. века.
Пошто њени романи нису били у складу са романтичним и викторијанским очекивањима да се „снажне емоције [буду] потврђене невиђеним приказом звука и боја у писању“, критичари и публика из 19. века преферирали су дела Чарлса Дикенса и Џорџа Елиота. Без обзира на позитивност Валтера Скота, Остинино дело није одговарало преовлађујућим естетским вредностима романтичног духа времена.‍:672 Њени романи су поново објављивани у Британији од 1830-их и стално су се продавали, али нису били бестселери.
Први француски критичар који је обратио пажњу на Остин била је Филарет Шалс. У есеју из 1842. године, одбацивши је у две реченице као досадну, имитататора без суштине.‍:23 Остин је у Француској била скоро потпуно игнорисана све до 1878, када је француски критичар Леон Буше објавио есеј Le Roman Classique en Angleterre, у којем је назвао Остин „генијем“, првим француским аутором који је то учинио.‍:24 Први добар превод Остин на француски се десио 1899. године када је Феликс Фенеон превео Northanger Abbey као Кетрин Морленд.
У Британији, књижевна рецепција дела Џејн Остин је постепено расла. Филозоф и књижевни критичар Џорџ Хенри Луз објавио је низ ентузијастичних чланака 1840-их и 1850-их. Касније у веку, романописац Хенри Џејмс је неколико пута с одобравањем поменуо Остин, а једном приликом ју је сврстао са Шекспиром, Сервантесом и Хенријем Филдингом међу „фине сликаре живота“.
Објављивање A Memoir of Jane Austen Џејмса Едварда Остин-Лија 1869. године представило је Остин широј јавности као „драгу тетку Џејн“. Објављивање Мемоара подстакло је поновно издавање Остинових романа — прва популарна издања изашла су 1883. а убрзо су уследила отмјена илустрована издања и колекционарски комплети. Аутор и критичар Лесли Стивен описао је популарну манију која је почела да се развија око Остин 1880-их као остинолатрију. Отприлике почетком 20. века, интелектуална клика Janeites реаговала је против популаризације Остин, правећи разлику између њиховог дубљег уважавања од вулгарног ентузијазма маса. У одговору, Хенри Џејмс је осудио замамљену заљубљеност у Остин, растућу плиму јавног интереса која је премашила Остинину својствену заслугу и интересовање. Амерички књижевни критичар А. Волтон Лиц приметио је да су „анти-џејнити“ у 19. и 20. веку чинили огромну књижевну групу која је укључивала Марка Твена, Хенрија Џејмса, Шарлоте Бронте, Д. Х. Лоренса и Кингслија Амиса, али у „сваком случају супротно просуђивање само открива посебна ограничења или ексцентричности критичара, остављајући Џејн Остин релативно нетакнутом“.‍:670
Остинови радови привукли су интересовање низа научника. Прву дисертацију о Остин објавио је 1883. Џорџ Пелу, студент Универзитета Харвард. Још једна рана академска анализа долази из есеја из 1911. оксфордског Шекспировог научника А. Ц. Бредлија који је груписао Остинине романе у „рана“ и „касна“ дела, што је разлика коју научници и данас користе. Прва академска књига посвећена Остин у Француској била је Џејн Остин од Пола и Кејт Рејг (1914), који су покушали да објасне зашто француски критичари и читаоци треба да схвате Остин озбиљно. Исте године, Леони Вилар је објавила Jane Austen, Sa Vie et Ses Oeuvres, првобитно њену докторску тезу, прву озбиљну академску студију Остин у Француској. Године 1923. Р. В. Чемен је објавио прво научно издање њених сабраних дела, што је уједно било и прво научно издање било ког енглеског романописца. Чепменов текст је остао основа за сва наредна објављена издања Остинових дела.
Објављивањем 1939. године Џејн Остин и њена уметност Мари Ласкелис, академско проучавање Остин је узело маха. Ласел је анализирао књиге које је Остин читала и њихов утицај на њен рад, и помно испитао Остин стил и „наративну уметност“. Појавила се забринутост да академици прикривају уважавање Остин са све езотеричнијим теоријама, дебата која се од тада наставља.
Период од Другог светског рата доживео је различите критичке приступе Остин, укључујући феминистичку теорију, и можда најконтроверзнију, постколонијалну теорију. Подела се проширила између популарног уважавања Остин, посебно од стране модерних Џејниста, и академских оцена. Године 1994. књижевни критичар Харолд Блум сврстао је Остин међу највеће западне писце свих времена.
У Народној Републици Кини након 1949. године, Остин су списи сматрани превише неозбиљним, па је тако током Кинеске културне револуције 1966–69. Остин забрањена као „британски буржоаски империјалиста“. Касних 1970-их, када су њена дела поново објављена у Кини, њена популарност међу читаоцима збунила је власти које су имале проблема да схвате да људи углавном читају књиге ради уживања, а не због политичког поучавања.
У типичној модерној дебати, конзервативни амерички професор Џин Копел, на огорчење својих студената либералне књижевности, поменуо је да су Остин и њена породица торијевци, односно конзервативци насупрот либералним виговцима. Иако је неколико феминистичких ауторки, попут Клаудија Џонсон и Моли Сендок, тврдило да је Остин имала своје циљеве и погледе, Копел је тврдио да различити људи реагују на књижевно дело на различите субјективне начине, као што је објаснио филозоф Ханс-Георг Гадамер. Тако супротстављене интерпретације Остиновог дела могу бити подједнако валидне, под условом да су утемељене на текстуалној и историјској анализи: подједнако је могуће видети Остин као феминисткињу која критикује друштво из регентског периода и као конзервативца који подржава његове вредности.

### Џејн Остин данас
Данас се дела Џејн Остин сматрају важним деловима целокупног корпуса енглеске књижевности и чест су предмет научне и критичке обраде. Њени романи се врло често, забаве ради, читају и ван научних кругова.
После њене смрти објављени су неки недовршени романи и мање значајни радови, укључујући ту и њене „Ране радове“ (записане у три свешчице у периоду од 1787. до 1793).
Роман Разум и осећајност се сматра врло битним делом које научницима омогућава детаљно проучавање ондашњег друштва.
Данас постоје два музеја посвећена Џејн Остин. „The Jane Austen Centre” у Бату смештен је у „Georgian House” у улици Геј, неколико кућних бројева ниже од броја 25 на којем је Остинова живела 1805. године. "The Jane Austen's House Museum" смештен је у Чотону (Хемпшир) где је Остинова живела од 1809. до 1817. године.

## Филмографија
У популарној култури дела Џејн Остин често су екранизована као филмови и телевизијске серије, са различитим степеном верности оригиналном делу. Гордост и предрасуда је са шест филмских адаптација постало њено најчешће екранизовано дело, а последња верзија била је она из 2005. редитеља Џоа Рајта где су глумили Кира Најтли, Доналд Садерленд, Метју Макфадјен и Џуди Денч, а позната је и боливудска адаптација са називом Bride and prejudice или у преводу „Невеста и предрасуда“ из 2004. Пре тога било је пет BBC-јевих телевизијских серија а најпознатија је била са Колином Фертом и Џенифер Или из 1995. Ликови у филму Дневник Бриџет Џонс из 2001. инспирисани су ликовима из романа.
Ема је преточена у филм пет пута: 1932. са Мари Дреслер и Џин Херсхолт, 1972. снима се телевизијска верзија, 1995. тинејџерски Clueless, 1996. филм са Гвинет Палтроу и Џеремијем Нортамом а постоји и телевизијски филм из 1996. са Кејт Бекинсејл.
'Разум и осећајност је екранизован четири пута укључујући и верзију Анга Лија из 1995. са Кејт Винслет и Емом Томпсон који је добио Оскара за најбоље адаптирани сценарио. Под туђим утицајем је адаптиран два пута за телевизију, али припрема се још један филм под истим насловом. Менсфилд Парк и Нортангерска опатија су такође екранизовани. Џејн Остин на Менхетну (1980) је филм коју говори о две ривалске филмске компаније које желе снимити филм по јединој довршеној драми Џејн Остин Унук сер Чарлса (насловљеној по истоименом роману Самјуела Ричардсона) која је откривена исте године када је снимљен и филм.